# Psilocladia diaereta
Psilocladia diaereta är en fjärilsart som beskrevs av Louis Beethoven Prout 1923. Psilocladia diaereta ingår i släktet Psilocladia, och familjen mätare. Inga underarter finns listade.